# Що б ти вибрав?
«Що б ти вибрав?» (рос. «Что бы ты выбрал?») — радянський художній телефільм 1981 року Дінари Асанової, знятий на кіностудії «Ленфільм».

## Сюжет
Четверо друзів-третьокласників проживають в старому ленінградському будинку, вчаться в одному класі і намагаються зрозуміти своїх батьків і вчителів.

## У ролях
- Анвар Асанов — Володя
- Марина Кривицька — Марина
- Анастасія Нікольська — Настя
- Ярослав Яковлєв — Ярослав
- Фелікс Равдонікас — Пульнєв
- Олена Соловей — мама Насті
- Катерина Васильєва — мама Володі
- Лідія Федосеєва-Шукшина — мама Марини
- Тину Оя — Кілістік
- Іван Краско — директор школи
- Валентина Пугачова — гостя з короваєм
- Любов Тищенко — гостя на весіллі
- Валерій Прийомихов — наречений
- Зиновій Гердт — голос оповідача
- Георгій Волчек — епізод

## Знімальна група
- Автор сценарію:  Олександр Кургатніков
- Режисер: Дінара Асанова
- Оператор:  Володимир Ільїн
- Композитор:  Віктор Кісін
- Звукооператор: Аліакпер Гасан-Заде
- Автор пісень:  Булат Окуджава